# Geschützter Landschaftsbestandteil 2 Hudebuchengruppen beim Ebershagen
Der Geschützte Landschaftsbestandteil 2 Hudebuchengruppen beim Ebershagen mit 0,10 ha Flächengröße liegt nordwestlich von Altastenberg im Stadtgebiet von Winterberg. Das Gebiet wurde 2008 bei der Aufstellung vom Landschaftsplan Winterberg durch den Kreistag des Hochsauerlandkreises als Geschützter Landschaftsbestandteil (LB) ausgewiesen. Der Geschützte Landschaftsbestandteil Buchen-Waldrand Ebershagen grenzt direkt an die östliche Teilfläche des LB.

## Gebietsbeschreibung
Es handelt sich um zwei Altbuchengruppen mit den typischen Merkmalen, wie Vieltriebigkeit, verwachsene Wuchsform mit niedrigem Kronenansatz, ehemaliger Hutebäume.

## Gebot
Es wurde im Landschaftsplan das Gebot festgesetzt:
- „Die Geschützten Landschaftsbestandteile sind durch geeignete Pflegemaßnahmen zu erhalten, solange der dafür erforderliche Aufwand in Abwägung mit ihrer jeweiligen Bedeutung für Natur und Landschaft gerechtfertigt ist. Solche Maßnahmen bestehen insbesondere in der fachgerechten Behandlung von Schäden und Wunden, Totholzausastung, Beseitigung von Wurzelbrut und (vorbeugenden) statischen Verbesserungen an Bäumen; bei den Feldgehölzen sind derartige Maßnahmen in der Regel nicht notwendig, sie sollen dann der natürlichen Entwicklung überlassen bleiben.“[1]